# Fortificaciones de Mdina
Las fortificaciones de Mdina (en maltés: Is-Swar tal-Imdina) son una serie de murallas defensivas que rodean la antigua capital de Mdina, Malta. La ciudad fue fundada como Maleth por los fenicios alrededor del siglo VIII a. C., y más tarde pasó a formar parte del Imperio romano con el nombre de Melite. La antigua ciudad estaba rodeada de murallas, pero muy pocos restos han sobrevivido.
Las murallas de la ciudad fueron reconstruidas varias veces, incluyendo las realizadas por el Imperio bizantino alrededor del siglo VIII, los árabes alrededor del siglo XI, y el Reino de Sicilia en el período medieval hasta el siglo XV. La mayoría de las fortificaciones existentes fueron construidas por la Orden de San Juan de Jerusalén entre los siglos XVI y XVIII.
La ciudad ha resistido varios asedios, y fue derrotada dos veces —primero por los aglabíes en el 870 y luego por los rebeldes malteses en 1798. Hoy en día, las murallas de la ciudad están todavía intactas, excepto por algunas obras de fábrica, y se encuentran entre las fortificaciones mejor conservadas de Malta. Mdina ha estado en la lista provisional de Malta del Patrimonio de la Humanidad de la UNESCO desde 1998.

## Murallas púnico-romanas
La ciudad de Mdina ocupa la punta de una meseta situada en un terreno elevado en la parte norte de la isla de Malta, lejos del mar. El sitio ha estado habitado desde la prehistoria, y para la edad de Bronce era un lugar de refugio ya que era defendible natural. Los fenicios colonizaron Malta alrededor del siglo VIII a. C., y fundaron la ciudad de Maleth en esta meseta. Fue tomada por la República Romana en el año 218 a. C., pasando a ser conocida como Melita. La ciudad púnico-romana era tres veces más grande que la actual Mdina, y se extendía hasta una gran parte de la moderna Rabat. Las murallas de Melite tenían un grosor de unos 5 m y estaban rodeadas por una zanja de 700 m de largo.
Muy pocos restos de las paredes púnico-romanas de Melite todavía sobreviven. Los restos de una puerta o torre de la ciudad fueron descubiertos en Saqqajja, en la moderna Rabat, a unos 5 m por debajo del nivel actual de la calle. Partes de la zanja han sobrevivido bajo la actual calle de Santa Rita y la Iglesia de San Pablo. Los cimientos inferiores de algunas murallas púnico-romanas, consistentes en bloques de sillares rústicos de tres líneas de altura todavía in situ, fueron encontrados cerca de la Cortina de Revistas en la parte occidental de Mdina. Otros restos de las antiguas murallas son bloques de mampostería púnico-romanos que fueron reutilizados en el período medieval. Estos incluyen un muro alrededor de la Puerta de los Griegos, y algunas piedras que fueron descubiertas en excavaciones en la calle Inguanez y el Palacio de Xara.

## Murallas medievales

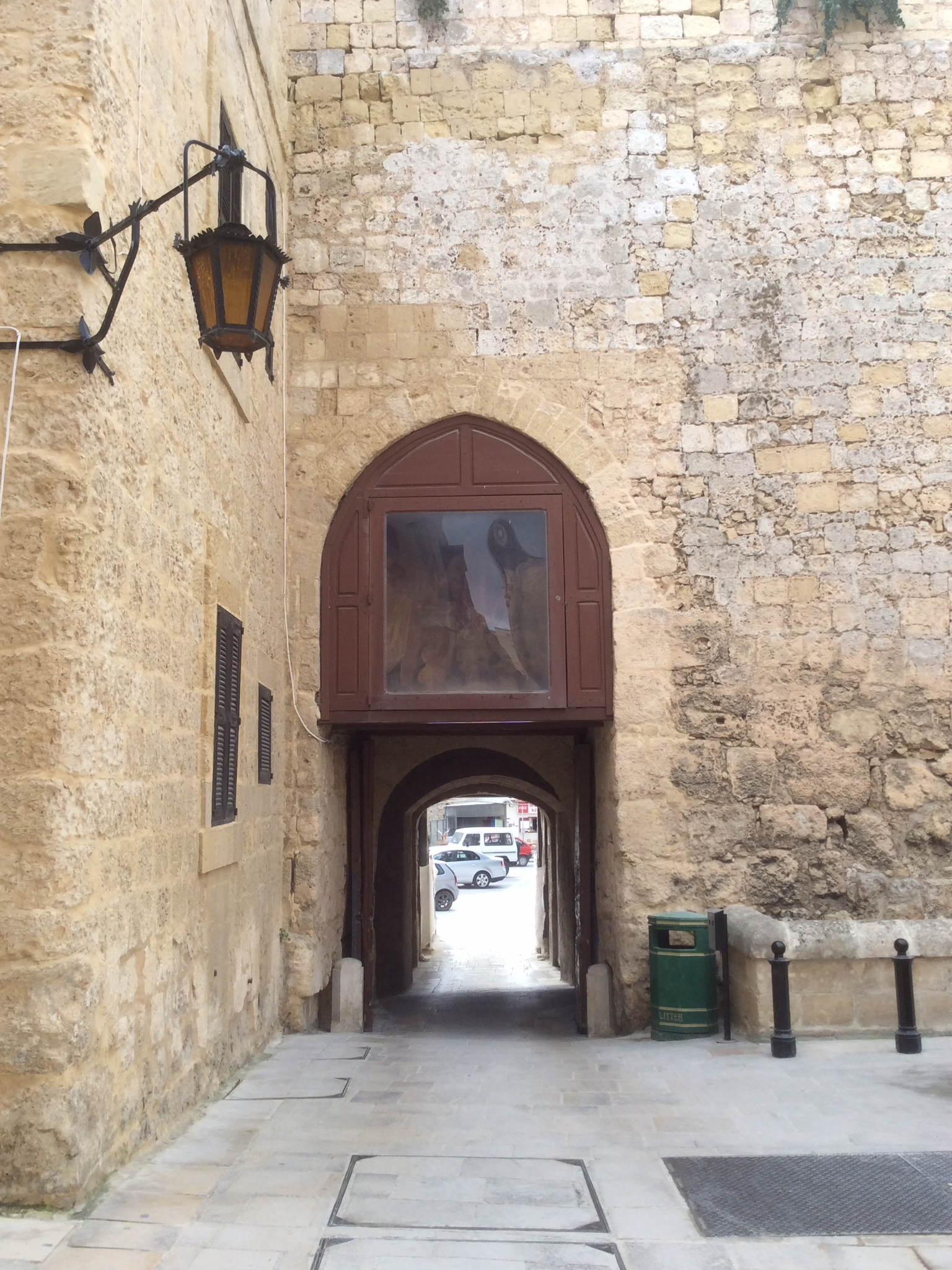
Parte interior de la Puerta de los Griegos, uno de los pocos restos visibles de las murallas medievales

En algún momento después de la caída del Imperio romano de Occidente, se construyó un recorte dentro de la ciudad, reduciéndola a su tamaño actual. Esto se hizo para hacer el perímetro de la ciudad más fácilmente defendible, y reducciones similares en el tamaño de la ciudad fueron comunes en la región del Mediterráneo a principios de la Edad Media. Aunque tradicionalmente se asumió que el atrincheramiento fue construido por los árabes, se ha sugerido, que en realidad, fue construido por el Imperio bizantino alrededor del siglo VIII, cuando la amenaza de las guerras árabo-bizantinas aumentó.
En el año 870, Melita fue capturada por los aglabíes, que masacraron a sus habitantes y «demolieron su fortaleza», según el cronista Kitab al-Rawd al-Mitar. Este relato menciona además que Malta permaneció casi deshabitada hasta que fue reasentada en torno al 1048-1049 por una comunidad musulmana y sus esclavos, que construyeron un asentamiento llamado Medina en el lugar de Melita. Las pruebas arqueológicas sugieren que la ciudad ya era un próspero asentamiento musulmán a principios del siglo XI, por lo que 1048-1049 podría ser la fecha en que la ciudad fue fundada oficialmente y sus murallas construidas. Los bizantinos sitiaron Medina en 1053-1054, pero fueron repelidos por sus defensores.
Medina se rindió pacíficamente a Roger I de Sicilia después de un breve asedio en 1091, y Malta se incorporó posteriormente al Condado y más tarde al Reino de Sicilia, siendo dominada por una sucesión de señores feudales. Las fortificaciones de Mdina fueron reconstruidas y modificadas varias veces en los siglos siguientes. Se construyó un castillo conocido como el Castellu di la Chitati o el castrum civitas en la esquina sureste de la ciudad, cerca de la entrada principal, probablemente en el lugar de un fuerte bizantino anterior. La ciudad resistió un asedio de los invasores hafsíes en 1429.
En el siglo XV, la mayoría de los encientes de Mdina tenían un sistema de dobles paredes. El frente de tierra estaba flanqueado por cuatro torres, una cerca de la Puerta de los Griegos, otra en el centro del frente de tierra, el Turri Mastra (también conocido como Turri di la bandiera) cerca de la entrada principal y el Turri di la Camera en la esquina sureste de la ciudad. Se construyó una barbacana cerca de la entrada principal de Mdina en algún momento después de 1448. En la década de 1450 se temía un ataque de los berberiscos o los otomanos, por lo que se hicieron esfuerzos para mejorar las murallas de Mdina. La zanja principal fue completada, y el Castellu di la Chitati fue parcialmente demolido por licencia real en 1453, debido a su estado ruinoso y al excesivo costo de su mantenimiento.

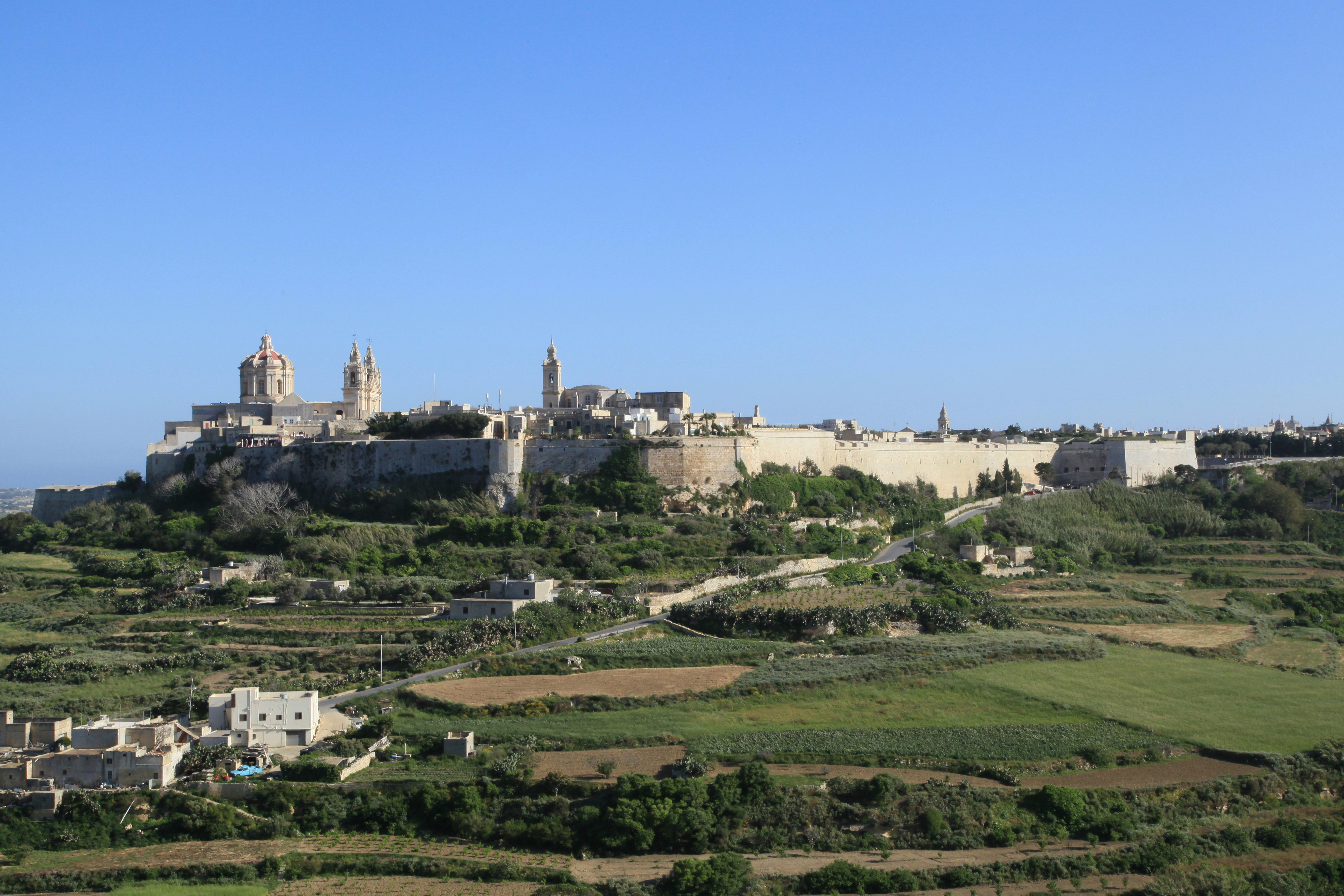
Mdina vista desde Mtarfa.

Para el año 1474, los cañones habían sido introducidos en Mdina. En la década de 1480 se hicieron otros preparativos extensos para un ataque, cuando las fortificaciones fueron nuevamente mejoradas bajo la dirección de ingenieros militares sicilianos. En este punto, algunos edificios de Rabat fueron demolidos para despejar la línea de fuego de las fortificaciones. En 1522, las fortificaciones se modernizaron con la construcción de aspilleras, pero las murallas se consideraban todavía obsoletas, ya que carecían de baluartes y no podían resistir el bombardeo de la artillería moderna.
La mayoría de las murallas medievales de Mdina fueron desmanteladas gradualmente entre los años 1530 y 1720, cuando las fortificaciones de la ciudad estaban siendo mejoradas por los Hospitalarios. Uno de los restos visibles más importantes de las fortificaciones medievales es la Puerta de los Griegos y las murallas de cortina circundantes, que aún conservan su forma medieval, aparte del portal exterior que se construyó en el siglo XVIII. Partes de las dobles murallas, incluidos los restos de dos lazos de cañones, aún se encuentran entre la puerta y la Torre dello Standardo. La mayor parte de las murallas del norte y del este datan de la época medieval, aunque algunas secciones fueron reconstruidas por los Hospitalarios. Las murallas del norte contienen una torre de muralla medieval, mientras que en las murallas orientales se han encontrado restos de antemurales bizantinos y los cimientos de una plataforma de artillería de finales del siglo XV.

## Murallas hospitalarias

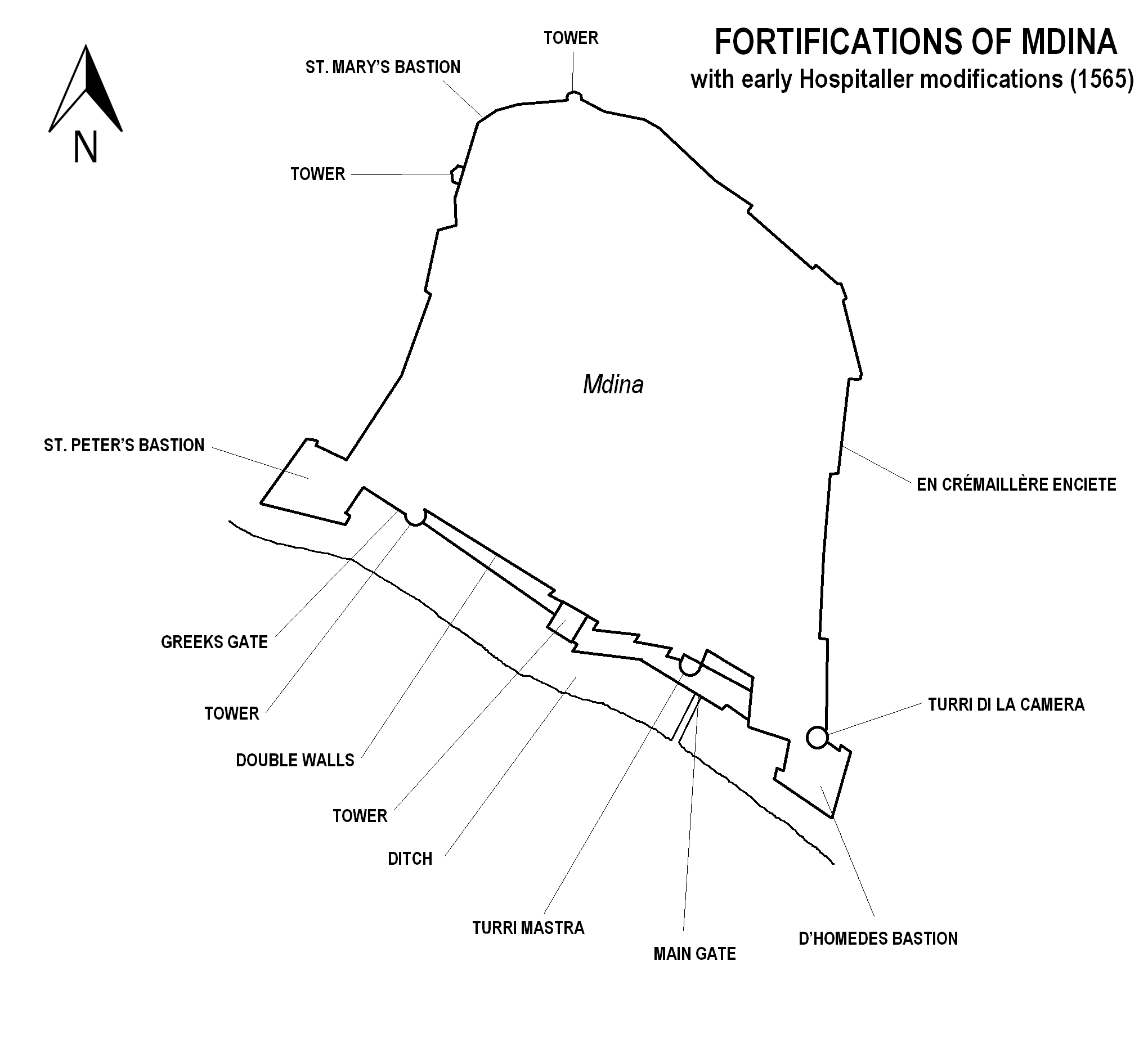
Mapa de las fortificaciones de Mdina como lo fueron durante el sitio de Malta (1565).

Cuando la Orden de San Juan asumió el control de Malta en 1530, los nobles entregaron ceremoniosamente las llaves de la ciudad al Gran Maestre Philippe Villiers de L'Isle-Adam. La Orden se asentó en Birgu y Mdina perdió su condición de capital, pero L'Isle-Adam construyó un palacio en la parte restante del Castellu di la Chitati, que se convirtió en el lugar de reunión del consejo administrativo civil conocido como la Università.
La primera gran mejora de las fortificaciones de Mdina ocurrió en la década de 1540, durante la magistratura de Juan de Homedes. Se construyeron dos nuevos baluartes en los extremos del frente terrestre, posiblemente según los diseños del ingeniero militar Antonio Ferramolino. Partes de las murallas orientales también fueron reconstruidas en crémaillère, el único caso de este estilo que se encuentra en Malta. La barbacana del siglo XV frente a la puerta principal fue demolida en 1551 ya que obstruía la línea de fuego de los baluartes recién construidos. Ese año, la ciudad resistió un breve ataque otomano.

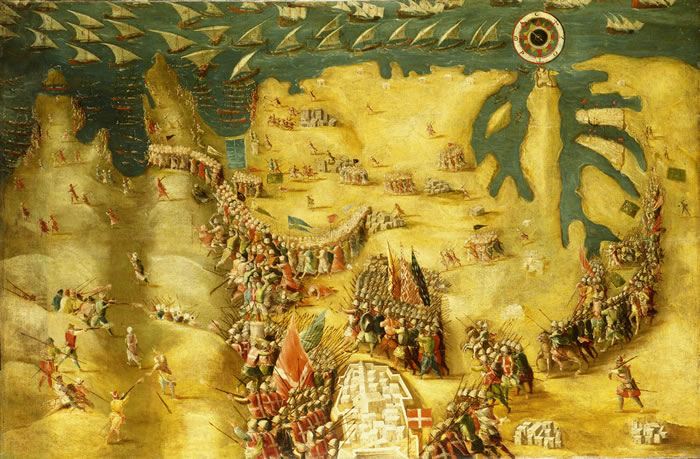
Pintura del Gran Sitio de Malta con Mdina en la parte inferior.

Mdina no fue atacada directamente durante el Gran Sitio de Malta, sin embargo jugó un papel crucial en el asedio. El general otomano Lala Kara Mustafa Pasha quiso primero apoderarse de la ciudad, que estaba mal defendida, pero fue derrocado por Pialí Bajá, que quería atacar el Fuerte San Telmo. El fuerte fue tomado después de un mes de intensos combates, pero los otomanos habían perdido un tiempo crucial al hacerlo. El 7 de agosto de 1565, la caballería de la Orden en Mdina atacó el desprotegido hospital de campo otomano, llevando a los invasores a abandonar un importante asalto a las principales fortificaciones de Birgu y Senglea. Los otomanos trataron de tomar la ciudad en septiembre para pasar el invierno allí, pero abandonaron sus planes cuando Mdina disparó sus cañones, lo que les llevó a creer que la ciudad tenía suficiente munición.

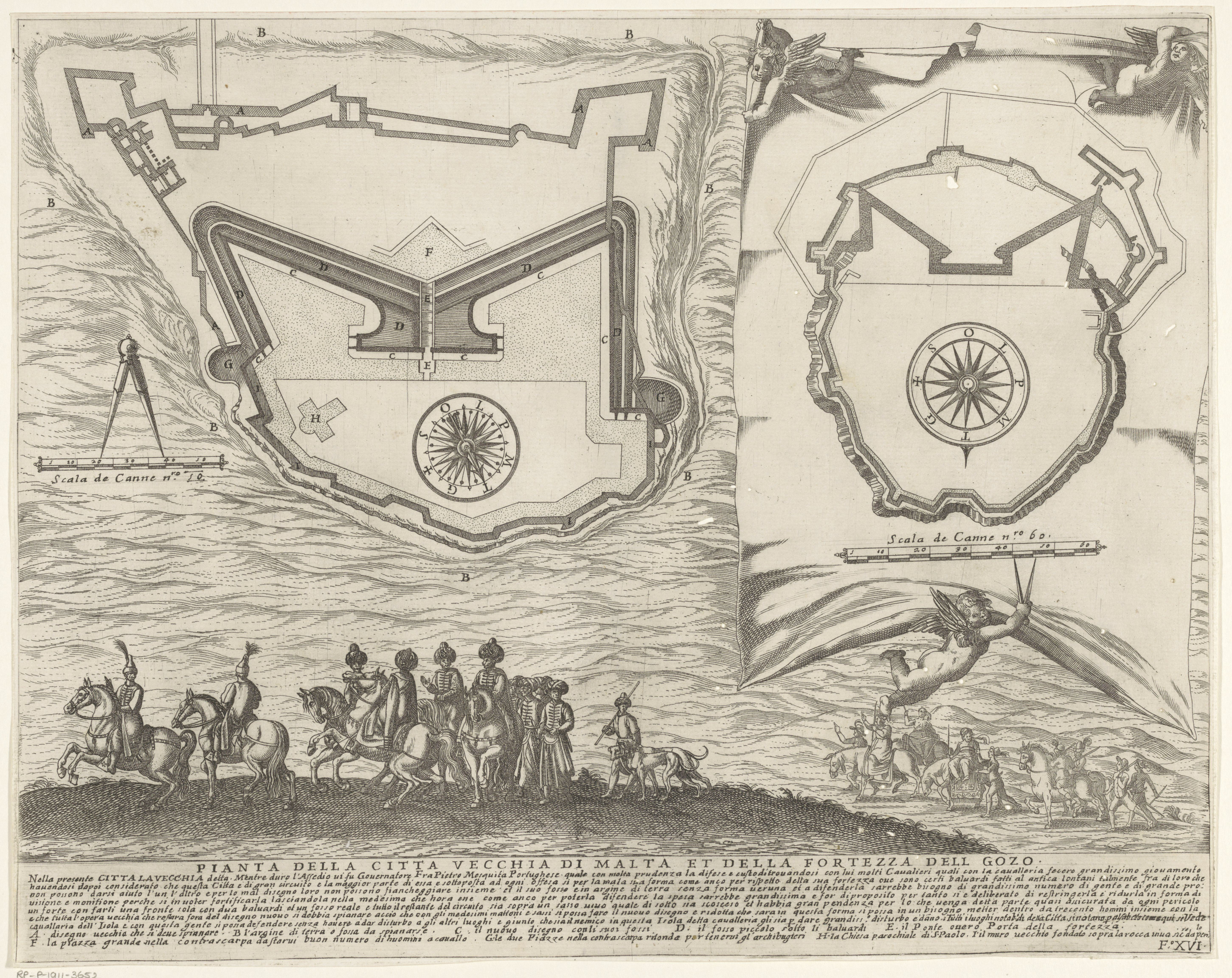
El plano de la izquierda muestra la propuesta de reducir el tamaño de Mdina a la mitad, con la propuesta superpuesta en un plano de las fortificaciones existentes de la ciudad. El plano de la derecha muestra una propuesta similar para modernizar la Ciudadela de Gozo.

Después del asedio, el ingeniero militar maltés Girolamo Cassar elaboró planes para reducir el tamaño de Mdina a la mitad y convertirla en una fortaleza, pero nunca se llevaron a cabo debido a las protestas de los nobles de la ciudad. La puerta principal de la ciudad fue reconstruida a principios del siglo XVII, pero las siguientes grandes alteraciones no se hicieron hasta la década de 1650, cuando se construyó el gran Bastión de De Redin en el centro del frente de tierra. A pesar de estas modificaciones, en 1658 también hubo propuestas para abandonar o demoler toda la fortaleza debido a su estado de deterioro, aunque los locales se opusieron a estos planes. A finales del siglo XVII, algunas de las dobles murallas medievales de Mdina comenzaron a ser encajonadas en murallas inclinadas.

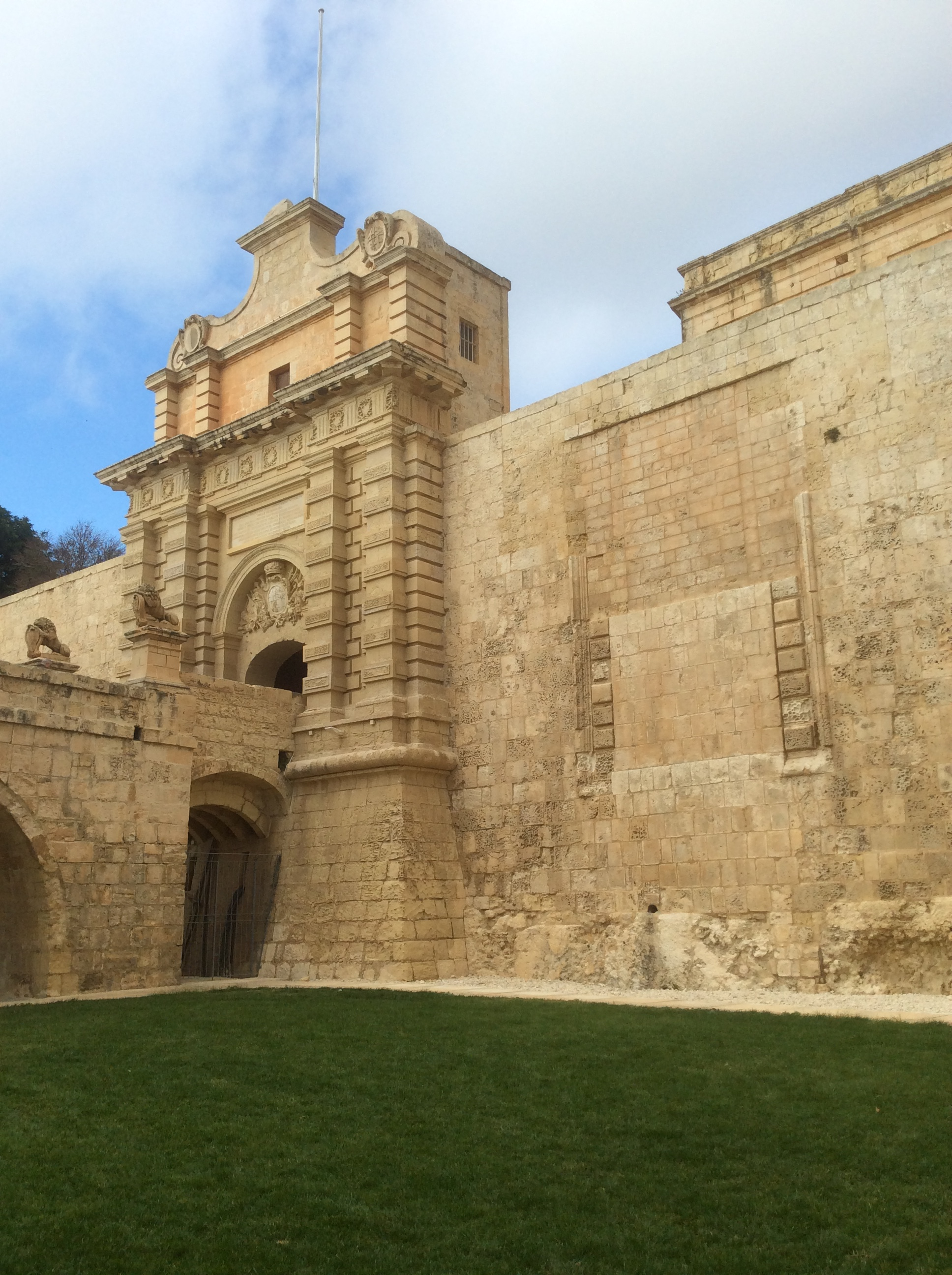
Puerta de Mdina y la entrada medieval amurallada.

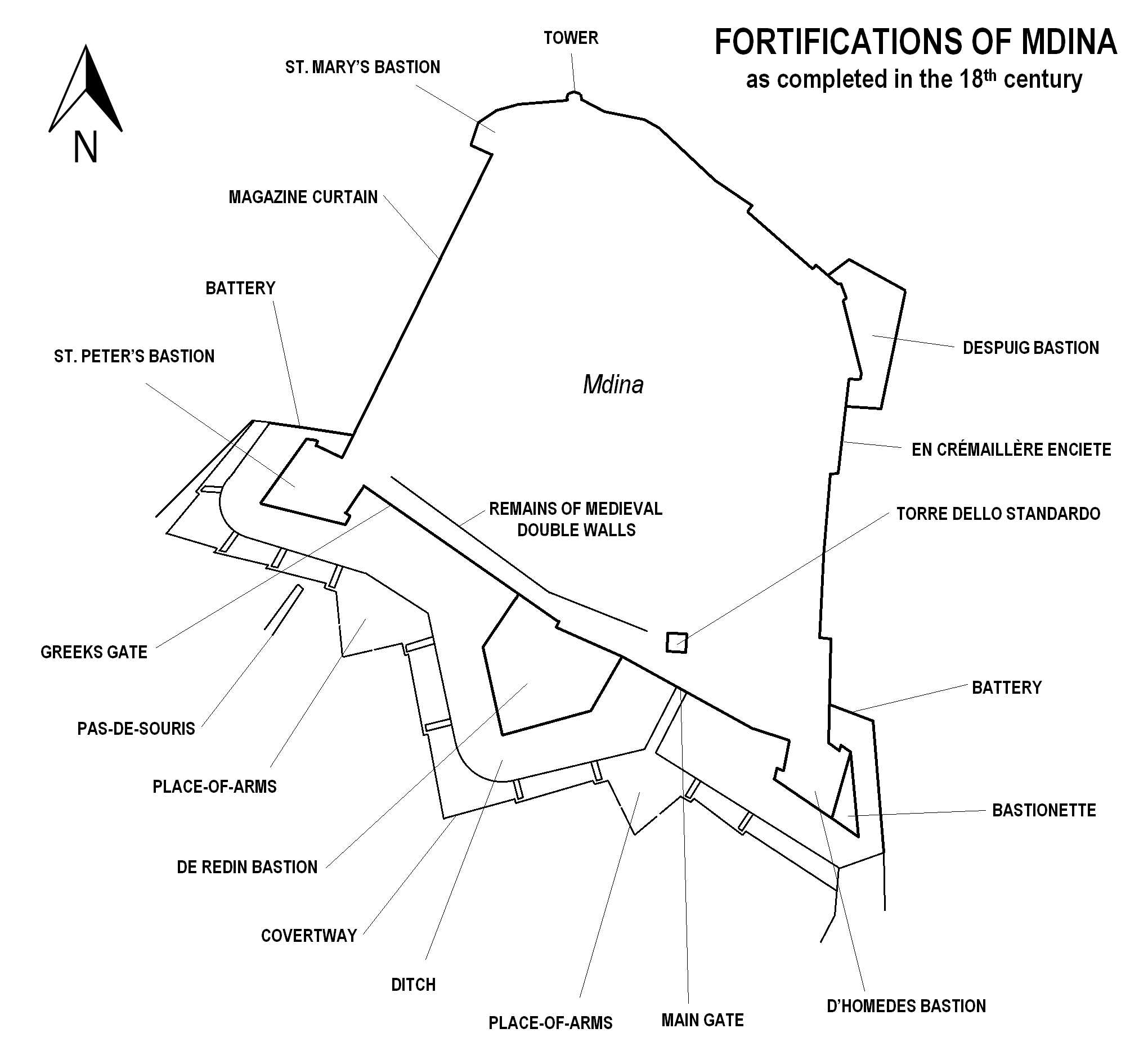
Mapa de las fortificaciones de Mdina con las modificaciones de Mondion.

Una importante restauración de las fortificaciones de Mdina fue emprendida en la década de 1720 por el ingeniero militar francés Charles François de Mondion, durante la magistratura de António Manoel de Vilhena. El palacio de L'Isle-Adam, incluyendo las partes restantes del Castellu di la Chitati, fueron demolidos para dar paso al Palacio de Vilhena, mientras que la puerta principal fue amurallada y se construyó una nueva puerta de la ciudad en estilo barroco. También se añadió un portal barroco a la Puerta de los Griegos. Las torres medievales que quedaban en el frente de tierra fueron demolidas y la Torre dello Standardo se construyó en el sitio del Turri Mastra, mientras que toda la muralla occidental de la ciudad fue demolida para dar paso a una única cortina casamata conocida como Cortina de Revistas. El baluarte de De Homedes fue modificado con la adición de un bastión, mientras que en los extremos del frente de tierra se construyeron baterías transversales. La ciudad se protegió incluso más con la construcción de obras, incluyendo un camino cubierto, dos plazas de armas y un glacis.
Charles François de Mondion también hizo otros planes para reforzar las fortificaciones de Mdina, pero no se llevaron a cabo ya que la Orden de Malta se centró en la construcción de sus fortificaciones en la zona del puerto. La única adición importante a las fortificaciones de Mdina después de la reconstrucción de Mondion fue el bastión de Despuig, que se construyó durante el reinado de Ramon Despuig entre 1739 y 1746.
El 10 de junio de 1798, Mdina fue capturada por las fuerzas francesas sin mucha resistencia durante la 
invasión francesa de Malta. Una guarnición francesa permaneció en la ciudad, pero el 2 de septiembre de ese año estalló un levantamiento maltés. Al día siguiente, los rebeldes entraron en la ciudad a través de un puerto de salida en el bastión de Despuig y masacraron a la guarnición de 65 hombres. Estos eventos marcaron el comienzo de un levantamiento y bloqueo de dos años, que terminó en 1800 con la conversión de Malta en un protectorado británico.
Las fortificaciones de Mdina se mantuvieron en uso durante el período británico, y algunas alteraciones menores como la instalación de emplazamientos de cañones se hicieron en el siglo XIX. A finales del siglo, la ciudad fue considerada como parte del sistema defensivo de las Líneas Victoria.
En la década de 1890, la batería cerca del Bastión de San Pedro fue demolida y se abrió una puerta dentro de la Cortina de Revistas. Esto se hizo para facilitar el acceso a la recién construida estación de tren ubicada en las cercanías. Las fortificaciones fueron incluidas en la Lista de Antigüedades de 1925.
Algunas de las galerías de contraminas en la zanja de Mdina se utilizaron como refugios para ataques aéreos durante la Segunda Guerra Mundial.

## Historia reciente

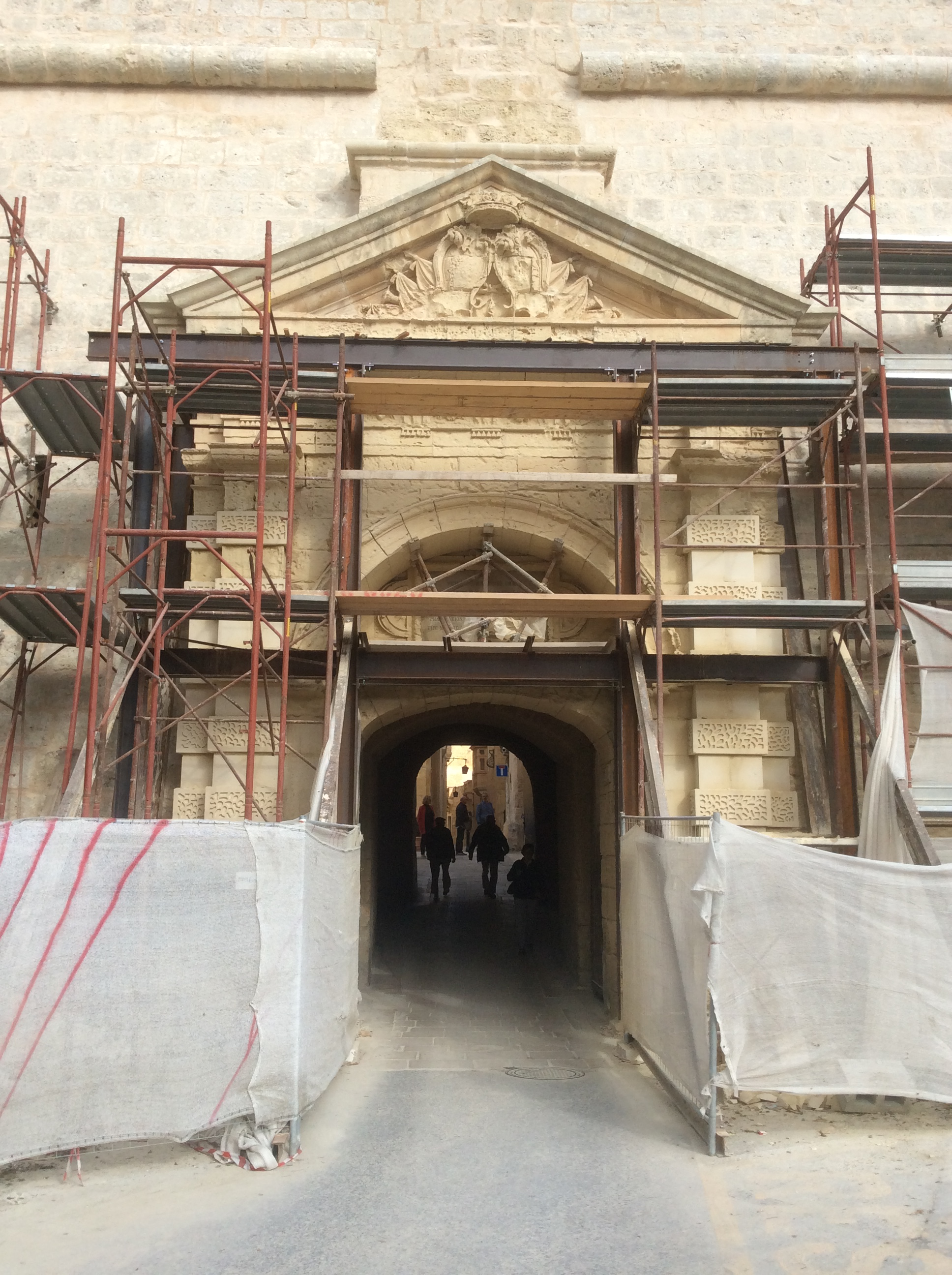
La Puerta de los Griegos en proceso de restauración en 2015.

Secciones de las murallas medievales de Mdina fueron redescubiertas por Stephen C. Spiteri y Mario Farrugia mientras inspeccionaban los bastiones en 2002.
Los primeros planes para emprender una restauración importante de las murallas de Mdina se hicieron en 2006, como parte de un proyecto que también incluía la restauración de las fortificaciones de La Valetta, Birgu y la Ciudadela de Gozo. En el caso de Mdina, el objetivo principal era consolidar el terreno, ya que la ciudad está construida sobre una meseta de arcilla azul propensa a los hundimientos. La restauración multimillonaria fue financiada en parte por el Fondo Europeo de Desarrollo Regional. Las obras comenzaron a principios de 2008, por la Unidad de Restauración. El proceso de restauración fue documentado por Spiteri.
En 2011, se insertaron varillas de acero en el bastión D'Homedes para evitar que los muros se deslizaran por las laderas de arcilla. La zanja se inauguró como jardín público en marzo de 2013. Todas las obras financiadas por el FEDER se completaron a finales de 2013, pero la Dirección de Restauración restauró posteriormente otras partes de las fortificaciones, incluidos los muros septentrionales, el bastión de San Pedro y la zona alrededor de la Puerta de los Griegos. El proyecto se completó a principios de 2016.

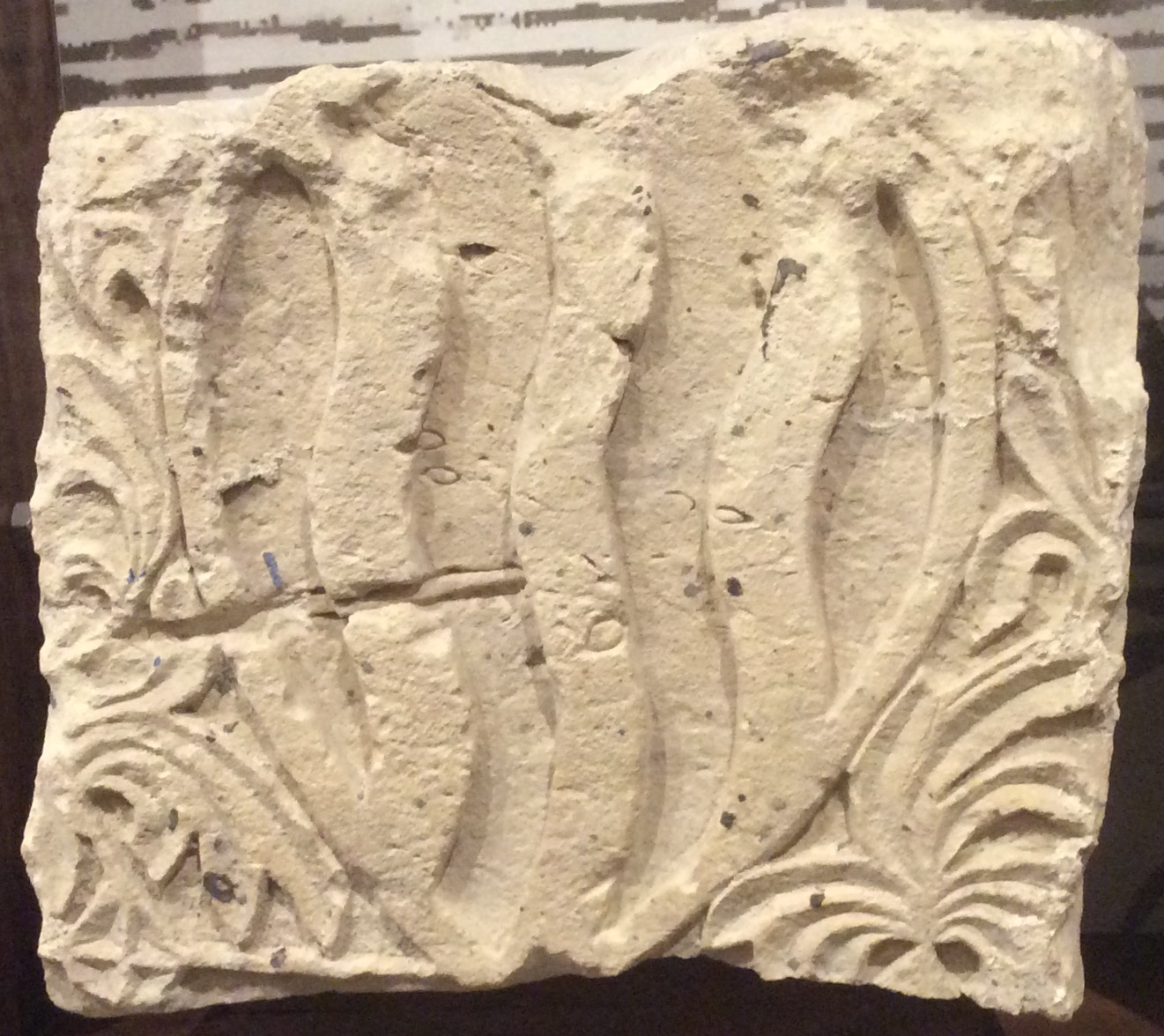
Un bloque de piedra caliza del con un escudo de armas, que fue descubierto en el bastión de D'Homedes en 2012.

A lo largo de la restauración, se hicieron varios descubrimientos arqueológicos. Las excavaciones de la parte oriental de las murallas de la ciudad desenterraron antemurales bizantinos y la base de una plataforma de artillería de finales del siglo XV. En 2010, se encontraron restos de cimientos de las murallas púnico-romanas cuando se hicieron excavaciones a lo largo de la Cortina de Revistas. Un bloque de piedra de finales del siglo XIV con el escudo de armas de Guglielmo Murina, posiblemente originario de Castellu di la Chitati, fue descubierto en 2012 durante la restauración del bastión de Homedes. Este bloque está ahora expuesto en el Centro de Interpretación de las Fortificaciones de La Valeta.

## Diseño

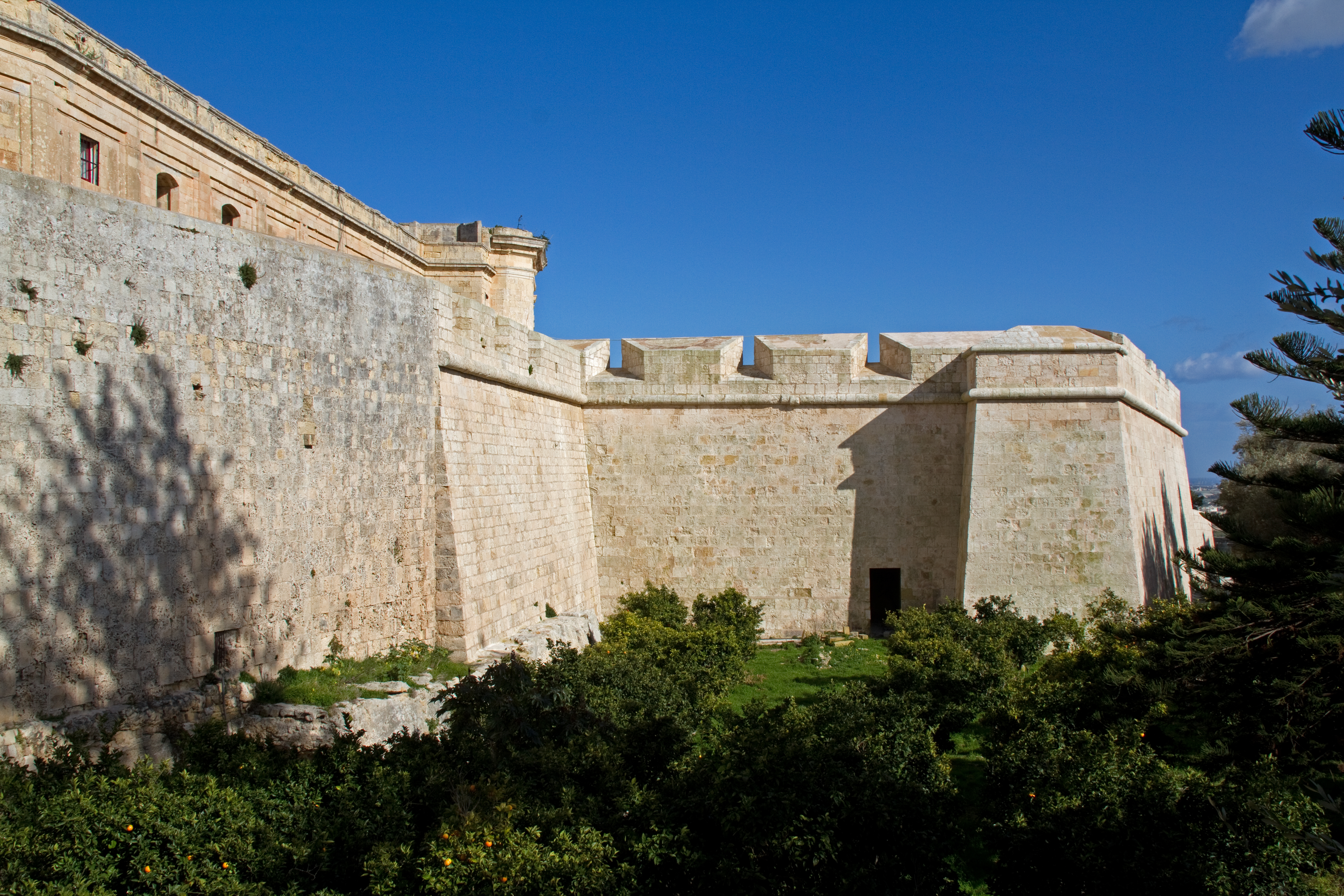
Bastión de Homedes.

La configuración actual de las fortificaciones de Mdina consiste en un perímetro irregular de muros cortina reforzados por varios bastiones. Las murallas del norte, oeste y este están construidas en el perímetro de la meseta natural, por lo que eran difíciles de atacar. El perímetro sur de la ciudad está construido sobre terreno llano, a lo largo de lo que hoy es la frontera con Rabat. Era la única dirección realista para atacar la ciudad, y por eso se la conocía como el Frente de Tierra de Mdina. El perímetro sur contiene un bastión en forma de punta de flecha con orillones rectangulares en cada extremo, con un gran bastión pentagonal en el centro:
- El Bastión de San Pedro, también conocido como Bastión de la Puerta de los Griegos - construido en la década de 1550 durante la magistratura de Juan de Homedes y Coscon.[45]
- El Bastión de De Redin - construido en la década de 1650 durante la magistratura de Martín de Redín.[21]
- El Bastión de Homedes, también conocido como Bastión de San Pablo o el belguardo del Palacio - construido entre 1540 y 1551 durante la magistratura de Juan de Homedes y Coscon.[46] Está defendido por otro bastión más pequeño.[25]

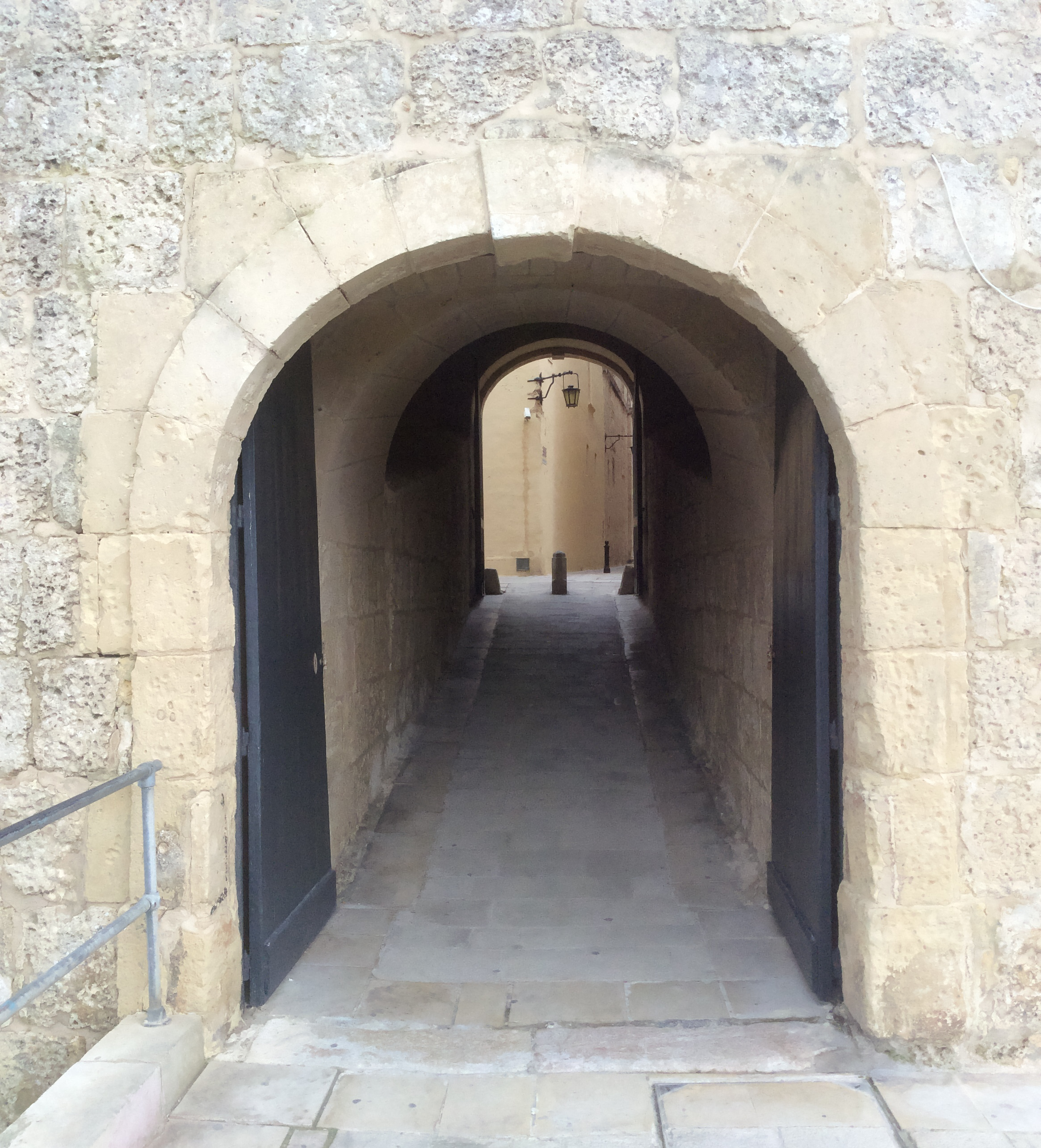
Puerta del dentro de la cortina de la revista.

Las dos puertas en la ciudad, Puerta de Mdina y de los Griegos, se encuentran dentro de los muros cortina de la parte del frente de tierra. Los restos de las dobles murallas medievales, así como de la Torre dello Standardo del siglo XVIII, se encuentran dentro de las murallas de la ciudad.  El frente terrestre está rodeado por una zanja profunda, y una batería de tipo transversal se encuentra en su extremo oriental.
La mayoría de las murallas orientales de la ciudad consisten en una en crémaillère construida a mediados del siglo XVI, aunque algunas partes de las murallas datan de la época medieval.[18]. El bastión pentagonal Despuig, construido en los años 1740 durante la magistratura de Ramón Despuig, está insertado bajo las murallas en el ángulo noreste de la ciudad.
Las murallas del norte de Mdina todavía conservan su forma medieval con algunas modificaciones hospitalarias, y contienen la única torre sobreviviente de las murallas de la ciudad. El Bastión de Santa María o Bastión de Ta'Bachar, que fue construido en el siglo XVI, está insertado en la esquina noroeste de la ciudad. Está unido al bastión de San Pedro por la Cortina de la revista, una larga cortina casamata construida en la década de 1720 en la parte occidental de la ciudad. Una pequeña puerta construida por los británicos en el siglo XIX se encuentra dentro de esta misma cortina.